# ロシア連邦国家統計庁
連邦国家統計局 （Rosstat） はロシアの政府統計機関で、2017年以降、ロシア経済開発貿易省の傘下。通称 Rosstat。